# Nash (automerk)

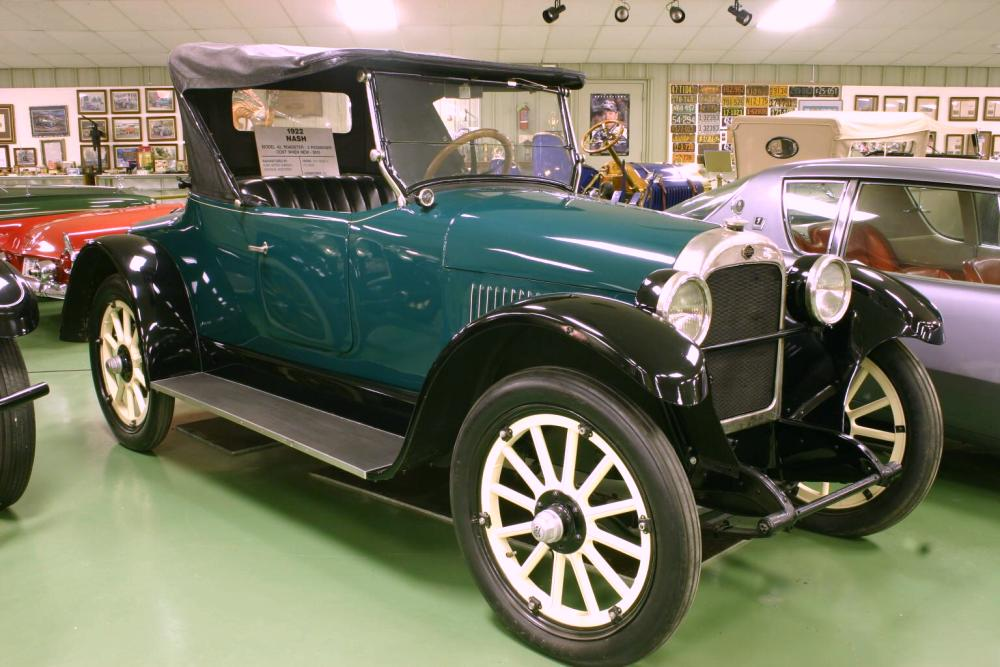
1922 Nash Roadster Model 42

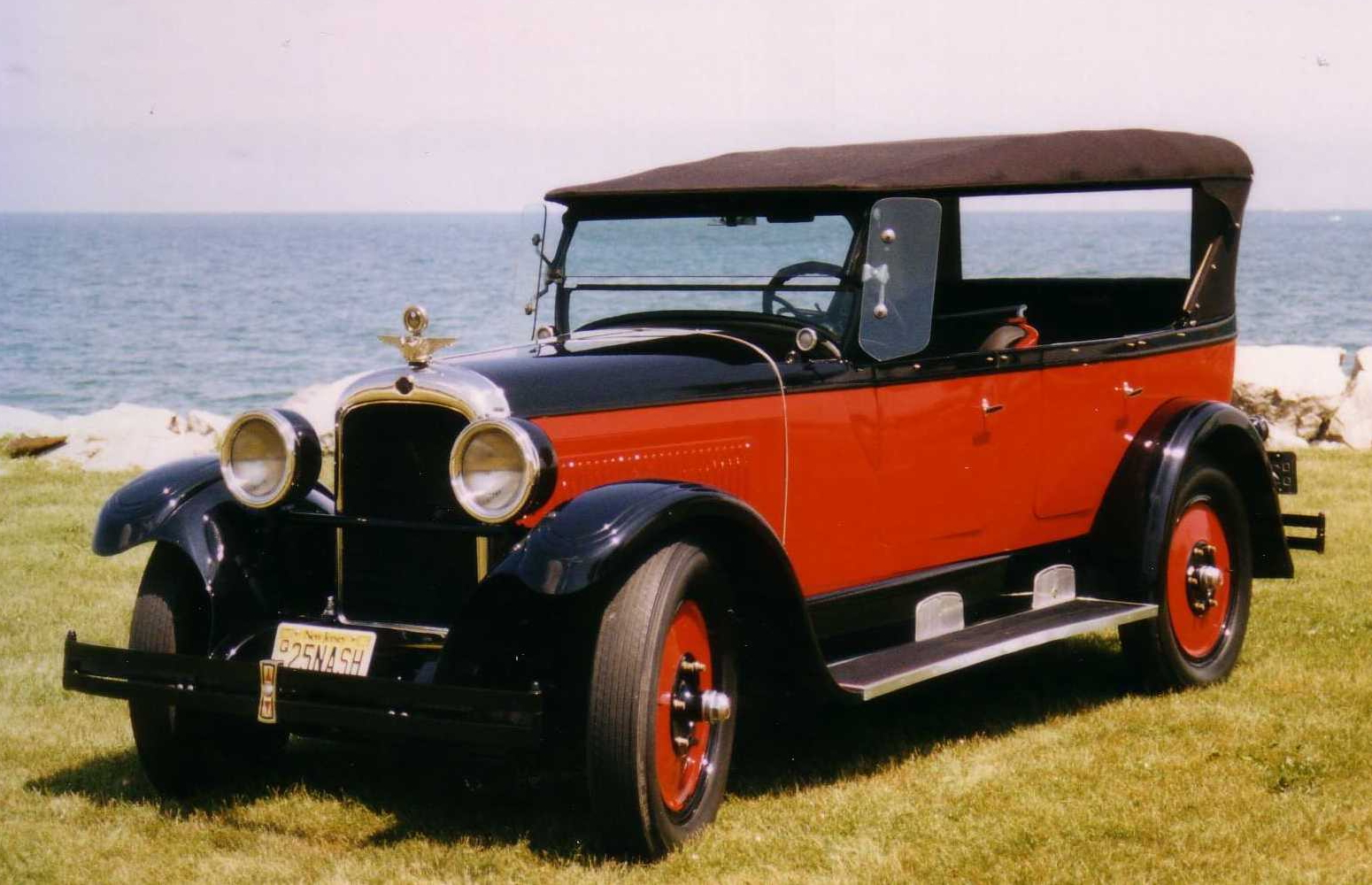
1925 Nash

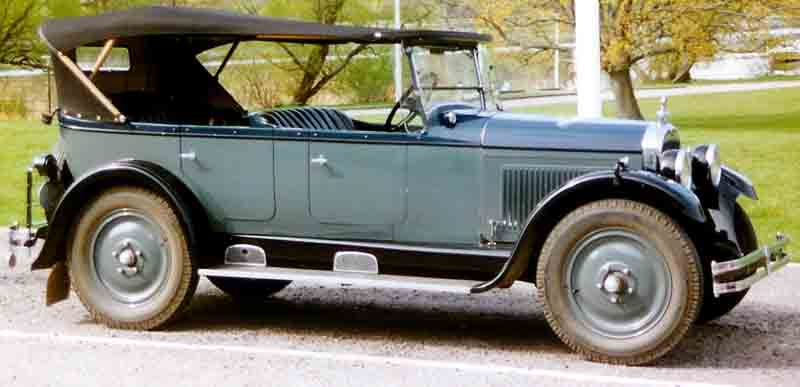
Nash Six Touring uit 1927.

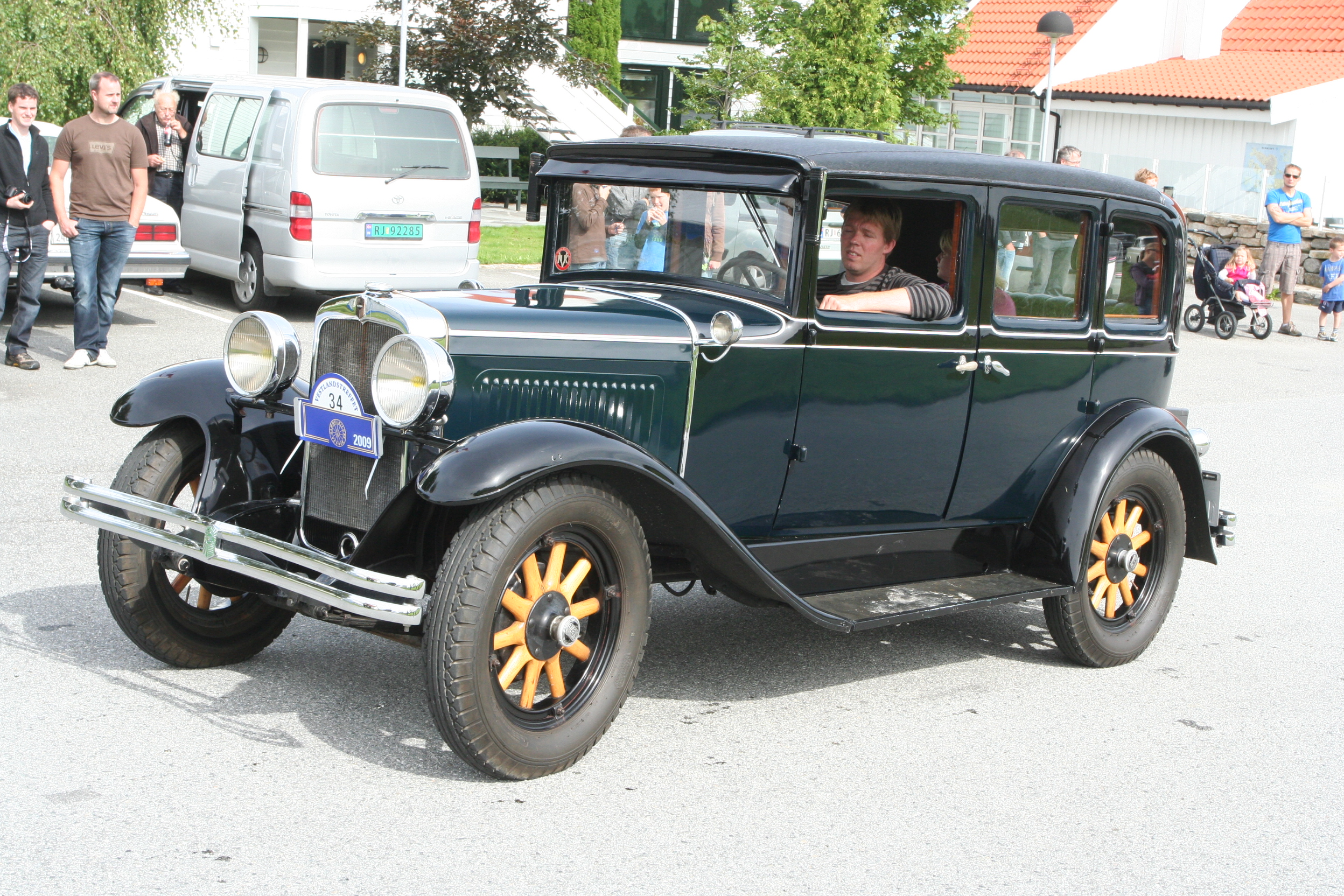
1929 Nash 400

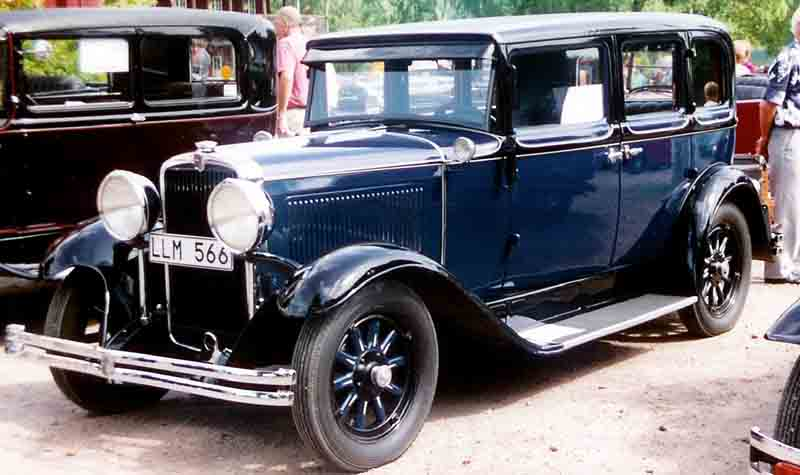
Nash Single Six Series 450 uit 1930.

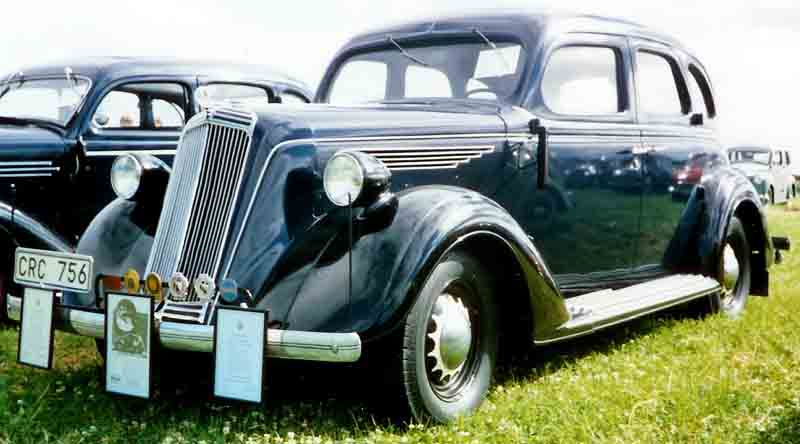
Nash LaFayette Series 3610 uit 1936.

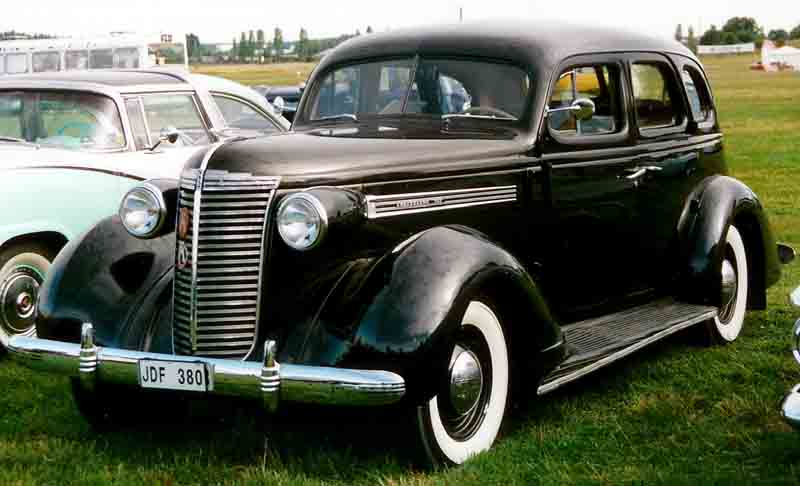
Nash Ambassador Six Series 3828 uit 1938.

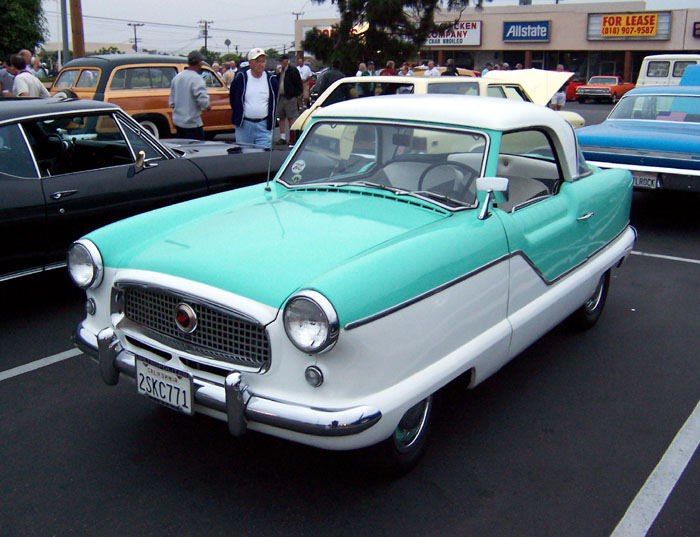
Nash Metropolitan uit 1953-1961.

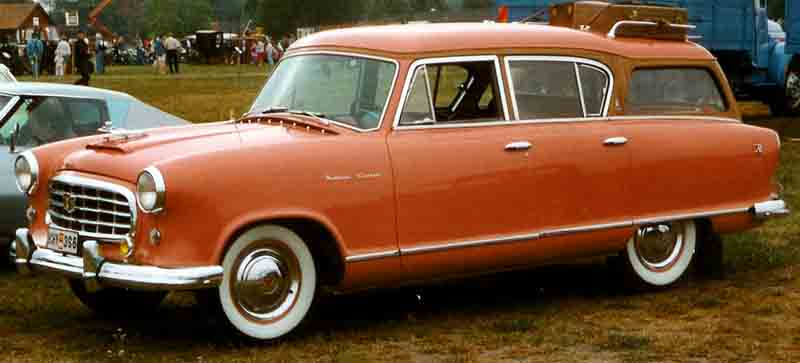
Nash Rambler uit 1955.

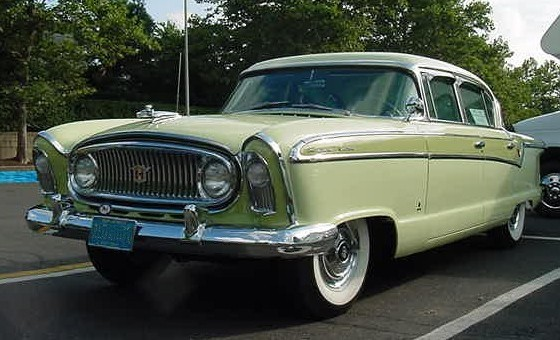
Nash Ambassador uit 1956.

Nash is een voormalig automerk uit de Verenigde Staten. Het bedrijf werd in 1916 opgericht door Charles Nash, voormalig directeur bij General Motors, uit de activa van de Thomas B. Jeffery Company. In 1938 fuseerde Nash met huishoudapparatuurproducent Kelvinator tot Nash-Kelvinator. In 1954 fuseerde dat bedrijf met Hudson en werd American Motors gevormd. Hierna bleef Nash nog tot 1957 bestaan.

## Geschiedenis

### Het begin
Nadat Charles Nash (1864-1948) in 1916 was ontslagen als algemeen directeur van General Motors kocht hij de activa van de Thomas B. Jeffery Company over. Dat bedrijf was toen bekend met het automerk Rambler. In 1917 hernoemde Nash het bedrijf tot Nash Motors. In de volgende decennia kende Nash veel succes met midgeprijsde middenklassers.

### Innovatie
Veel van dat succes was te danken aan ingenieur Nils Wahlberg. Die was bij de eersten om automodellen in de windtunnel te testen en hielp ook bij de ontwikkeling van de doorstroomventilatie. Nash innoveerde met een acht-in-lijnmotor met bovenliggende nokkenas, dubbele bougies en synchromesh-versnellingen.

### Ajax
In 1924 introduceerde Nash het nieuwe goedkope automerk Ajax. De auto's werden gebouwd in een fabriek die van de Mitchell Motor Car Company werd gekocht. Ajax' verkopen bleven - hoewel op zich niet slecht - onder de verwachtingen. Men geloofde dat het model beter zou verkopen onder de naam Nash en dus werd de auto vanaf juni 1926 verkocht als de Nash Light Six. Zoals verwacht verbeterden de verkopen hierop. Ajax-eigenaars kregen een kit aangeboden waarmee ze hun auto tot een Nash konden converteren. Dit om de verkoopwaarde van de auto's te behouden na de stopzetting van Ajax. De meeste eigenaars gingen op het aanbod in.

### LaFayette
Nog in 1924 nam Nash het luxe-automerk LaFayette over. Diens fabriek werd omgebouwd en ging Ajaxen bouwen. In 1934 verscheen de naam LaFayette terug als een goedkopere Nash. Van 1937 tot 1940 was het de modelnaam van de goedkoopste Nash tot die Nash LaFayette werd vervangen door de Nash 600.

### Nash-Kelvinator
Eind jaren 1930 zocht Charles Nash een opvolger alvorens met pensioen te gaan. George Mason (1891-1954) werd hem voor de job aanbevolen. Mason was toen directeur van Kelvinator, de grootste producent van keukenapparatuur in de VS. Mason had daar een mooie baan en wilde pas directeur van Nash worden als die laatste Kelvinator overnam. Aldus geschiedde en op 4 januari 1937 werd door de fusie Nash-Kelvinator gevormd. Met de knowhow van Kelvinator ontwikkelde Nash een autoverwarmingssysteem met externe lucht dat vanaf 1938 als optie werd aangeboden. Dit systeem is de basis van alle huidige verwarmingssystemen in auto's. Een jaar later werd ook een thermostaat aan het systeem toegevoegd.

### Vooruitstrevende modellen
In 1941 introduceerde Nash de Nash 600. Het was Amerika's eerste op grote schaal geproduceerde auto met monocoque-constructie. Het lagere gewicht en de betere luchtstroming zorgden voor een toen uitzonderlijk laag verbruik. In 1948 volgde de aerodynamische Nash Airflyte. Diens carrosserie was volgens de theorie van Nils Wahlberg in een windtunnel ontworpen wat in een brede lage auto resulteerde. George Mason wilde ook een groter marktaandeel bereiken door compacte auto's te gaan bouwen. De eerste werd de Nash Rambler in 1950. In 1951 lanceerde Nash samen met het Britse Donald Healey Motor Company de Nash-Healey, een luxueuze sportwagen. In 1954 kwam de kleine Nash Metropolitan op de markt. Dit model, dat nog geen 900 kg woog, werd volledig in Groot-Brittannië gebouwd door Austin.

### American Motors
George Mason was van mening dat de kleinere Amerikaanse autobouwers op termijn alleen niet opkonden tegen de Grote Drie - General Motors, Ford en Chrysler - en dus wilde hij dat ze samen zouden opgaan in een groot concern. Dat plan volgend fuseerden Nash en Hudson in 1954 tot American Motors. Nog dat jaar fuseerden Studebaker en Packard tot Studebaker-Packard. In een laatste fase zou AMC Studebaker-Packard hebben opgeslorpt maar door een contractgeschil ging dit niet door.

### Het einde
Na de fusie begonnen Nash en Hudson onderdelen te delen. De Metropolitan, die onder beide merknamen verkocht werd, werd een apart merk. Hetzelfde voor de Rambler die hierna uitgroeide tot het belangrijkste merk van het concern. Eind 1954 stierf George Mason die werd opgevolgd door George W. Romney (1907-1995). Die legde de focus van het bedrijf bij Rambler en begon met de uitfasering van Nash en Hudson. De productie van beiden werd op 25 juni 1957 stilgelegd.

### Epiloog
Het merk Metropolitan bleef nog tot 1962 in AMC's showrooms. Rambler werd tussen 1965 en 1969 uitgefaseerd. De merknaam werd hierna eerst vervangen door American Motors, later door AM en uiteindelijk door AMC. Het vervangen van een sterk merk door een onbekend was een gewaagde zet die uiteindelijk het begin van het einde van American Motors betekende. In 1970 nam AMC nog Kaiser-Jeep over. Toen ging het nog goed met AMC. De jaren 1970 waren een keerpunt voor het bedrijf. Op het einde van het decennium stond AMC op de rand van de afgrond. In de jaren 1980 vond men heil in het Franse Renault. Die verkocht AMC een paar jaar later door aan Chrysler die AMC door Eagle verving. Dat merk werd in 1998 stopgezet. Uiteindelijk overleeft enkel Jeep nog, dat was meegekomen met de overname in 1970.

## Productiecijfers
Nash' productiecijfers waar bekend:
| - 1921: 20.850 - 1928: 138.137 - 1929: 116.622 - 1932: 30.834 - 1946: 94.000 - 1947: 101.000 - 1948: 110.000 - 1949: 130.000 | - 1950: 171.782 - 1951: 205.307 - 1952: 154.291 - 1953: 121.793 - 1954: 91.121 - 1955: 96.156 - 1956: 83.420 - 1957: 10.330 |

## Modellen
- 1918-1919: Nash Model 681
- 1924-1929: Nash Advanced Six
- 1926-1927: Nash Light Six
- 1932-1957: Nash Ambassador
- 1934-1940: Nash LaFayette
- 1940-1949: Nash 600
- 1948-1954: Nash Airflyte
- 1949-1956: Nash Statesman
- 1950-1956: Nash Rambler
- 1951-1954: Nash-Healey
- 1954-1962: Nash Metropolitan
- 1957-1960: Nash Rebel